# Acorda, Amor
Acorda Amor  é uma canção composta em 1974 por Chico Buarque (assinado com o pseudônimo Julinho da Adelaide) e Leonel Paiva.

## Contexto
Com Acorda Amor, Chico Buarque mandou algumas mensagem subliminar na canção. "Acorda Amor" refere-se as pessoas. Dizendo "Acorda!" referencie que ele queria que a sociedade percebessem as atrocidades que estava acontecendo na ditadura militar do Brasil, já que a maioria das pessoas, a princípio, não tinha ideia do que os ditadores estavam fazendo.
A música começa com um som de uma sirene da policia. Os versos: "Eu tive um pesadelo agora/Sonhei que tinha gente lá fora/Batendo no portão, que aflição", referem-se às operações realizadas pelos militares que entravam nas casas das pessoas sem pedir permissão, as acordavam, as sequestravam e, ao menor sinal de suspeita de algo que era censurado pelo governo, elas eram torturadas.